# البحري سمهود
قرية البحري سمهود هي إحدى القرى التابعة لمركز أبو تشت في محافظة قنا في جمهورية مصر العربية. حسب إحصاءات سنة 2006، بلغ إجمالي السكان في البحري سمهود 13052 نسمة، منهم 6113 رجل و6939 امرأة.

## التاريخ
تعد قرية البحري سمهود من القرى الحديثة، حيث انفصلت عن قرية سمهود سنة 1259 هـ/1843م.